# DRH (web-série)
Pour les articles homonymes, voir DRH.
 (octobre 2010).
Si vous disposez d'ouvrages ou d'articles de référence ou si vous connaissez des sites web de qualité traitant du thème abordé ici, merci de compléter l'article en donnant les références utiles à sa vérifiabilité et en les liant à la section « Notes et références ».
DRH est une web-série française humoristique en 50 épisodes d'environ 5 minutes créée par François Muller (comédien et scénariste) et Alban Taravello (réalisateur et scénariste pour W2P Studio), et diffusée sur internet à partir de 2007.

## Synopsis
Pendant ces trois saisons, la série DRH a dévoilé la vie de bureau de Nicolas Bertier, Directeur des Ressources Humaines. Passé d'une entreprise provinciale à une multinationale, Nicolas Bertier, a exercé son pouvoir avec un bonheur malsain. DRH traite avec humour de l'actualité socio-politico-économique en France : plan sociaux, parachutes dorés, vie en open-space, licenciements et entretiens d'embauche.

## Historique
La série DRH a été créée en 2007 par deux amis étudiants (François Muller et Alban Taravello), tournée pour la première fois dans la cave de l'immeuble sans matériel de tournage adéquate, cette série va rencontrer un public fidèle dès sa première saison. Cet engouement a donné envie aux deux amis de continuer pour une saison 2 plus travaillée qui est moins un jeu d'étudiant mais plus un défi de construire une réelle série internet. Et la reconnaissance est arrivée avec plus de 800 000 vues sur internet et des passages sur TF1 (WatCast) et un reportage sur M6 (100 % Mag).
W2P Studio, dirigé et créé par Alban Taravello et trois autres créatifs (Guillaume Amauger, Étienne Beaur, Laurent Lasserre), a pris en charge une troisième saison plus professionnelle mais toujours sans financement et sans argent. Cette troisième saison de DRH a permis à la série de dépasser le million de clics toutes saisons et sites confondus.

Un succès qui a intéressé des maisons de production et permis à la série DRH et W2P Studio de signer un contrat de coproduction avec la société de production "Be Elegangz" qui mise et croit en l'avenir de la websérie.
En mai 2010 DRH est en compétition officielle du WEBTV-Festival de la Rochelle, sélectionné en catégorie web-fiction.

### Distribution
- François Müller : Nicolas Bertier
- Jérôme Jalabert : le Boss
- Jean Gardeil : François Veignon
- Katia Doris : Liliane
- Chloé Dumas : Lucie Morange
- Marc Faget : Thierry
- Romain Henry : Nathan
- Marie Recours : Cécile
- Pascal Loison : Bernard
- Julien Ancora, Mirabelle Miro, Franck Biaggiotti, Lucile Barbier, Julie Safon, Julie Janet, Partice Courtiade, Leslie Carles, Elisabeth Hamel, Guy Jeannard

## Personnages

### Nicolas Bertier
DRH est centré sur un personnage : Nicolas Bertier. Il est le fil rouge autour duquel pullulent de nombreux collègues, candidats au licenciement ou à l'embauche. Ce DRH est un mélange de personnes rencontrées dans la réalité : sournois, manipulateur, pervers, vicieux, menteur, très maladroit, manquant de tact mais malgré tout attachant. Nicolas Bertier est l'anti héros du bureau.